# Barraca XLIII (Aiguamúrcia)
La Barraca XLIII és una obra d'Aiguamúrcia (Alt Camp) inclosa a l'Inventari del Patrimoni Arquitectònic de Catalunya.

## Descripció
És una construcció composta de dos cossos capiculats. El cos orientat a l'ESE és el destinat a l'animal i disposa d'una menjadora, és de planta rectangular de 2'20 metres per 2'60 metres cobert amb falsa cúpula i una alçada de 3'13 metres.
El cos orientat al SSO és el dormidor també de planta rectangular de 3 metresper 2'60 metre. El cobreix també una falsa cúpula amb una alçada màxima de 3'10 metres.